# Franco Ossola
 (novembre 2023).
Si vous disposez d'ouvrages ou d'articles de référence ou si vous connaissez des sites web de qualité traitant du thème abordé ici, merci de compléter l'article en donnant les références utiles à sa vérifiabilité et en les liant à la section « Notes et références ».
Franco Ossola, né le 23 août 1921 à Varèse et mort le 4 mai 1949 à Superga, est un footballeur italien des années 1940.
Il est le frère de l'ancien basketteur italien des années 1970, Aldo Ossola, qui évolue au Pallacanestro Varese.

## Biographie
En tant qu'attaquant, Franco Ossola est international des moins de 21 ans italien lors d'un match (1943) pour aucun but inscrit.
Il commence sa carrière à Varese Sportiva, lors de la saison 1938-1939, en troisième division italienne. Il joue neuf matchs pour trois buts inscrits et termine deuxième du groupe C, ratant la montée en deuxième division. Il joue ensuite au Torino FC de 1939 à 1949, soit 175 matchs pour un total de 82 buts inscrits. Il remporte cinq Scudetti et une coupe d'Italie en 1943. Il meurt lors de l'accident aérien du 4 mai 1949 à Superga avec ses coéquipiers.
À la suite de sa mort, la ville de Varèse ainsi que le club de l'AS Varèse 1910 rebaptisent le stade en son honneur, « il Stadio Franco Ossola », qui peut contenir 10 000 spectateurs.

## Palmarès
- Championnat d'Italie de football
  - Champion en 1943, en 1946, en 1947, en 1948 et en 1949
  - Vice-champion en 1942
- Coupe d'Italie de football
  - Vainqueur en 1943